# Filistatinella spatulata
Espèce
Filistatinella spatulata est une espèce d'araignées aranéomorphes de la famille des Filistatidae.

## Distribution
Cette espèce se rencontre aux États-Unis au Texas et en Arizona et au Mexique au Chihuahua,.

## Description
Le mâle holotype mesure 1,7 mm et la femelle paratype 2,25 mm.

## Publication originale
- Jiménez & Palacios-Cardiel, 2012 : Filistatinella palaciosi sp. nov. (Araneidae: Filistatidae) de México. Dugesiana, vol. 19, p. 75-77 (texte intégral).